# NGC 2821
NGC 2821 este o emission-line galaxy⁠(d) situată în constelația Busola. A fost descoperită în 26 martie 1835 de către John Herschel. Se află la o distanță de 48,98 de megaparseci de Pământ.